# فیلادلفیا همیشه آفتابی است
فیلادلفیا همیشه آفتابی است (به انگلیسی: It's Always Sunny in Philadelphia) نام سریالی آمریکایی ساخته شده توسط شبکه اف‌اکس است.
داستان این سریال مربوط به صاحبان و افرادی است که در یک بار کار می‌کنند.

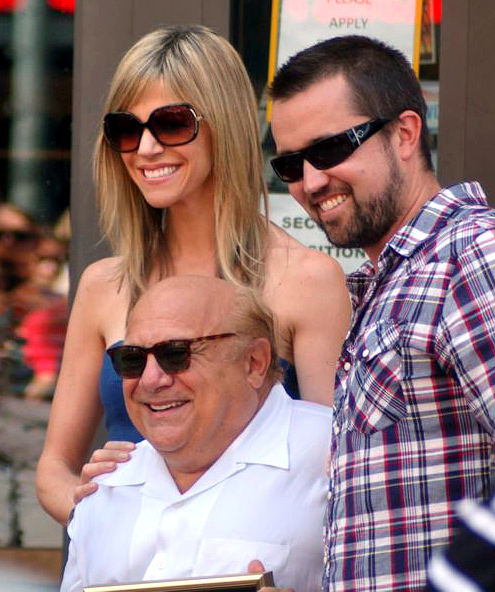
دویتو نشسته و بالا سمت راست مک النی و سمت چپ اولسون